# Carios boueti
Carios boueti är en fästingart som beskrevs av Émile Roubaud och Jacques Colas-Belcour 1933.
Carios boueti ingår i släktet Carios och familjen mjuka fästingar. Inga underarter finns listade i Catalogue of Life.